# ماري ويستون فوردهام
ماري ويستون فوردهام (بالإنجليزية: Mary Weston Fordham)‏ (1844 - 1905)؛ كاتِبة وشاعرة أمريكية.